# Radoslav Kvapil
Pour les articles homonymes, voir Kvapil.
Radoslav Kvapil est un pianiste tchèque né le 15 mars 1934 à Brno.
Concertiste international, reconnu comme l'un des meilleurs spécialistes du répertoire pianistique tchèque, il a joué sur les plus grandes scènes du monde et a également enregistré toutes les œuvres pour piano de Antonín Dvořák, de Leoš Janáček et de Jan Václav Hugo Voříšek. Depuis le début des années 2000, il réside le plus souvent à Prague.

## Discographie (partielle)
- Antonín Dvořák, Une anthologie de la musique tchèque pour piano, vol. 1, Unicorn-Kanchana, Londres, 1993
- Bedřich Smetana, Une anthologie de la musique tchèque pour piano, vol. 2, Unicorn-Kanchana, Londres, 1993
- Bedřich Smetana, Quatuor n°1 de ma vie, Quatuor n°2, et huit polkas, avec le Quatuor Talich, Arpège-Calliope (Harmonia Mundi), 1993
- Zdeněk Fibich, Une anthologie de la musique tchèque pour piano, vol. 5, Unicorn-Kanchana, Londres, 1994
- Bedřich Smetana, Une anthologie de la musique tchèque pour piano, vol. 6, Unicorn, Londres, 1994
- Josef Suk, Une anthologie de la musique tchèque pour piano, vol. 8, Unicorn, 1995
- Zdeněk Fibich, Quartuor op. 11 et quintette op. 42, avec le Quatuor Suk, Panton, Prague, 1995
- Antonín Dvořák, Œuvres pour piano, Amat, Paris, 1998
- Leoš Janáček, Po zarostlém chodnícku, pour piano, JW 8/17, Calliope, 1999
- Frédéric Chopin, Intégrale des Etudes, Jean-Pierre Thiollet/Amat/C.P.G., Paris, 1999
- Jan Vaclav Vorisek, Piano Music : Fantaisie (op. 12), Impromptus (op. 7), Variations (op. 19), Sonate (op. 20), Regis Records, Dorchester, 2008

## Source
European Biographical Directory – Dictionnaire biographique européen — Europäisches Biographisches Verzeichnis  (R.H. Neirijnck, Bruges)